# جف مارکلی
جف مارکلی (به انگلیسی: Jeff Merkley) (زادهٔ ۲۴ اکتبر ۱۹۵۶) سناتور ایالت اورگن در سنای ایالات متحده آمریکا است که برای نخستین‌بار در ۳ ژانویه ۲۰۰۹ به‌عضویت این مجلس درآمد. وی در زمرهٔ سناتورهای گروه دوم است که به‌مدت ۴ سال در سنا حضور دارند و تا تاریخ ۳ ژانویه ۲۰۱۵ در این مجلس خواهد بود.